# Headin' South
Headin' South é um filme mudo estadunidense de 1918, dos gêneros faroeste e comédia romântica, dirigido por Allan Dwan e atualmente considerado perdido.